# Bërnica e Epërme
Bërnica e Epërme (albanisch auch Bërnicë e Epërme, serbisch Горња Брњица Gornja Brnjica) ist ein Dorf im Nordosten des Kosovo und gehört zur Gemeinde Pristina.

## Geographie
Bërnica e Epërme befindet sich im Amselfeld, rund vier Kilometer nördlich entfernt von der Hauptstadt Pristina. Südlich angrenzend liegt Sinidoll, ein städtischer Vorort von Pristina, und im Westen befindet sich Bardhosh. Ansonsten ist Bërnica e Epërme im Norden, Osten und Südosten von bewaldeten Hügeln umgeben; lediglich im Nordosten führt ein schmales Tal entlang bis nach Siqeva.

## Bevölkerung

### Ethnien
| Jahr | Einwohner |
| ---- | --------- |
| 1948 | 553       |
| 1953 | 614       |
| 1961 | 700       |
| 1971 | 872       |
| 1981 | 1 067     |
| 1991 | 1 118     |
| 2011 | 1 595     |

Laut Volkszählung 2011 hatte Bërnica e Epërme damals 1595 Einwohner. Davon bezeichneten sich 1580 (99,06 %) als Albaner und elf (0,69 %) als Serben.

### Religion
2011 bekannten sich von den 1595 Einwohnern 1582 zum Islam, elf Personen zur Orthodoxen Kirche und zwei Personen gaben keine Antwort bezüglich ihres Glaubens.

## Verkehr
In der Nähe befinden sich die M-25 und die Autostrada R 7. Die Autostrada endet heute an einem Kreisverkehr bei Truda. Sie soll als Teil der Paneuropäische Verkehrskorridore im Juli bis nach Podujeva über Besia ergänzt werden. Medien berichten, dass die M-25 dafür vierspurig ausgebaut wird. In der Zukunft soll die Autobahn bis zum Grenzübergang Merdare an der serbisch-kosovarischen Grenze verlaufen. In Serbien soll dann die Strecke bis Niš fortgesetzt werden. Aleksandar Vučić sagte, dass diese Arbeiten im Jahr 2016 beginnen werden, doch bis heute ist nichts umgesetzt worden.